# جحلم مضلع
جَحْلَم مضلع (الاسم العلمي: Alstonia costata)، نوع نباتات مُزهرة من فصيلة الدفلية، موطنه الأصلي جزر سليمان في بابواسيا وفي جزر جنوب المحيط الهادئ. وصف لأول مرة من قبل غيورغ فوستر في عام 1786 باسم Echites costatus. ينمو شجيري أو شجري.

## التوزيع
الحجلم المضلع موطنه جزر سليمان في بابواسيا. وجزر كوك، وجزر ماركيساس، وجزر الجمعية في جنوب وسط المحيط الهادئ؛ وفيجي، وكاليدونيا الجديدة، وساموا، وجزر سانتا كروز، وتونغا، وفانواتو في جنوب غرب المحيط الهادئ.